# Obrenovac

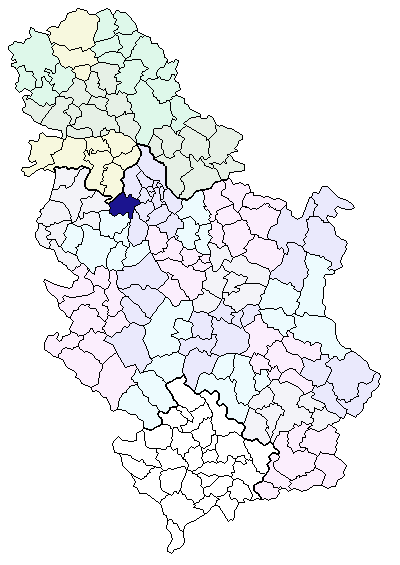
Obrenovac i Serbien

Obrenovac (kyrilliska: Обреновац) är en förstad till Serbiens huvudstad Belgrad med cirka 71 000 invånare. Obrenovac ligger cirka 30 km sydväst om Belgrads centrum, nära floden Sava. Motorvägen mellan Belgrad och Čačak går förbi Obrenovac.